# Hadriacus Cavi
Gli Hadriacus Cavi sono una formazione geologica della superficie di Marte.